# Татаринов (село)
Татаринов (укр. Татаринів, с 1946 по 1992 гг. — Рубановка) — село в Комарновской городской общине Львовского района Львовской области Украины.
Население по переписи 2001 года составляло 586 человек. Занимает площадь 24,91 км². Почтовый индекс — 81574. Телефонный код — 3231.